# Los Hacheros
Los Hacheros es una localidad del estado mexicano de Michoacán. Es parte del municipio de Turicato.

## Demografía
| Gráfica de evolución demográfica |
|                                  |

| Censo | Población |
| ----- | --------- |
| 1900  | 144       |
| 1910  | 102       |
| 1921  | 190       |
| 1930  | 173       |
| 1940  | 177       |
| 1950  | 45        |
| 1960  | 20        |
| 1970  | 320       |
| 1980  | 395       |
| 1990  | 625       |
| 2000  | 791       |
| 2010  | 804       |
| 2020  | 1059      |